# U-18-Faustball-Europameisterschaft der Frauen 2002
Die 2. Faustball-Europameisterschaft für weibliche U18-Mannschaften fand am 20. und 21. Juli 2002 in Villach (Österreich) zeitgleich mit der Europameisterschaft 2002 für männliche U18-Mannschaften statt. Österreich war zum ersten Mal Ausrichter der Faustball-Europameisterschaft der weiblichen U18-Mannschaften.

## Platzierungen
| Rang | Land        |
| ---- | ----------- |
| 1.   | Schweiz     |
| 2.   | Deutschland |
| 3.   | Österreich  |